# Eugène de Kerckhove
Antoine Joseph François Alexandre Eugène de Kerckhove dit van der Varent (Antwerpen, 5 december 1817 - Mechelen, 19 september 1889) was een Belgisch diplomaat en katholiek politicus.

## Levensloop
Jonkheer Eugène de Kerckhove was de oudste zoon van Joseph de Kerckhove - ook bekend als Joseph Kerckhoffs- (1789-1867), militair geneesheer, die in 1842 opname in de adelstand verkreeg, en van Grégorine Chapuis (1794-1884). Hij trouwde in 1853 met Emilie de Peñaranda de Franchimont (1832-1912). Ze kregen dertien kinderen, tussen 1854 en 1874.
Hij promoveerde tot doctor in de rechten aan de Rijksuniversiteit Gent (1841) en werd diplomaat vanaf 1841 als Belgisch zaakgelastigde of ambassadesecretaris in Stockholm, Parijs en Istanboel. Hij verliet de Belgische diplomatie in 1849, en trad in dienst van het Ottomaanse Rijk, als gevolmachtigd minister in Brussel en in Madrid.
In 1860 vestigde hij zich in Mechelen. Hij werd een van de organisatoren van de katholieke congressen van Mechelen en werkte mee voor de oprichting van de menslievende conferenties van Sint-Vincentius a Paulo. In 1867 werd hij verkozen tot katholiek volksvertegenwoordiger voor het arrondissement Mechelen en oefende dit mandaat uit tot in 1884. Hij speelde een belangrijke rol in de Kamerdebatten. In 1885 werd hij burgemeester van Mechelen en bekleedde dit ambt tot kort voor zijn dood.

## Publicaties
- Lettres sur le voyage en Suède, in: Courrier d'Anvers, 1843
- Considérations sur l'état actuel de l'archéologie et de son enseignement, in: Annales de l'Académie royale d'archéologie de Belgique)
- Situation et avenir, Antwerpen, 1846
- Notice et rapport sur la Société de Saint-Vincent-de-Paul, 1855
- Considérations sur les tendances de l'époque, Antwerpen.